# Adama Jammeh (calciatore)
Adama Jammeh (Serekunda, 26 agosto 2000) è un calciatore gambiano, attaccante del Falcons FC.

## Carriera

### Club
Nato in Gambia, inizia a giocare a calcio nel GAF.
Dopo tre stagioni, il 7 settembre 2018, si trasferisce nell'Étoile du Sahel. Inserito nel settore giovanile, riceve la prima presenza con la prima squadra il 9 gennaio 2019, nella vittoriosa partita contro lo Stade Tunisien.
Da lì in poi otterrà soltanto altre due presenze in campionato, prima di trasferirsi al Falcons FC.

### Nazionale
L'8 settembre 2018, riceve la prima con la nazionale gambiana per la partita contro l'Algeria, senza riuscire a giocare. L'esordio, invece, arriva il 17 novembre seguente contro il Benin.

## Statistiche

### Presenze e reti nei club
Statistiche (parziali) aggiornate al 11 gennaio 2020
| Stagione        | Squadra         | Campionato      | Campionato | Campionato | Coppe nazionali | Coppe nazionali | Coppe nazionali | Coppe continentali | Coppe continentali | Coppe continentali | Altre coppe | Altre coppe | Altre coppe | Totale | Totale |
| Stagione        | Squadra         | Comp            | Pres       | Reti       | Comp            | Pres            | Reti            | Comp               | Pres               | Reti               | Comp        | Pres        | Reti        | Pres   | Reti   |
| --------------- | --------------- | --------------- | ---------- | ---------- | --------------- | --------------- | --------------- | ------------------ | ------------------ | ------------------ | ----------- | ----------- | ----------- | ------ | ------ |
| 2018-2019       | Étoile du Sahel | L1              | 3          | 0          | CT              | 0               | 0               | CdCC               | 1                  | 0                  | -           | -           | -           | 4      | 0      |
| 2019-2020       | Étoile du Sahel | L1              | 0          | 0          | CT              | 0               | 0               | CCL                | 0                  | 0                  | -           | -           | -           | 0      | 0      |
| Totale carriera | Totale carriera | Totale carriera | 3          | 0          |                 | 0               | 0               |                    | 1                  | 0                  |             | 0           | 0           | 4      | 0      |

### Cronologia presenze e reti in nazionale
| Cronologia completa delle presenze e delle reti in nazionale ― Gambia | Cronologia completa delle presenze e delle reti in nazionale ― Gambia | Cronologia completa delle presenze e delle reti in nazionale ― Gambia | Cronologia completa delle presenze e delle reti in nazionale ― Gambia | Cronologia completa delle presenze e delle reti in nazionale ― Gambia | Cronologia completa delle presenze e delle reti in nazionale ― Gambia | Cronologia completa delle presenze e delle reti in nazionale ― Gambia | Cronologia completa delle presenze e delle reti in nazionale ― Gambia |
| Data                                                                  | Città                                                                 | In casa                                                               | Risultato                                                             | Ospiti                                                                | Competizione                                                          | Reti                                                                  | Note                                                                  |
| --------------------------------------------------------------------- | --------------------------------------------------------------------- | --------------------------------------------------------------------- | --------------------------------------------------------------------- | --------------------------------------------------------------------- | --------------------------------------------------------------------- | --------------------------------------------------------------------- | --------------------------------------------------------------------- |
| 15-7-2017                                                             | Bakau                                                                 | Gambia                                                                | 2 – 1                                                                 | Mali                                                                  | Qual. Campionato delle Nazioni africane 2018                          | -                                                                     | 64’                                                                   |
| 22-7-2017                                                             | Bamako                                                                | Mali                                                                  | 4 – 0                                                                 | Gambia                                                                | Qual. Campionato delle Nazioni africane 2018                          | -                                                                     | 78’                                                                   |
| 17-11-2018                                                            | Bakau                                                                 | Gambia                                                                | 3 – 1                                                                 | Benin                                                                 | Qual. Coppa d'Africa 2019                                             | -                                                                     | 78’                                                                   |
| 22-3-2019                                                             | Blida                                                                 | Algeria                                                               | 1 – 1                                                                 | Gambia                                                                | Qual. Coppa d'Africa 2019                                             | -                                                                     | 55’                                                                   |
| 12-6-2019                                                             | Marrakech                                                             | Marocco                                                               | 0 – 1                                                                 | Gambia                                                                | Amichevole                                                            | -                                                                     | 62’                                                                   |
| 16-11-2020                                                            | Bakau                                                                 | Gambia                                                                | 2 – 1                                                                 | Gabon                                                                 | Qual. Coppa d'Africa 2021                                             | -                                                                     | 89’                                                                   |
| Totale                                                                |                                                                       | Presenze                                                              | 6                                                                     |                                                                       | Reti                                                                  | 0                                                                     |                                                                       |